# Orkestra Rumpilezz
A Orkestra Rumpilezz é um orquestra de percussão e sopros criada em 2006 pelo maestro, compositor e arranjador Letieres Leite.
O nome da orquestra resulta da aglutinação dos nomes de três atabaques usados no candomblé (rum, rumpi e lé), com as últimas letras da palavra jazz. "Dos cinco percussionistas da orquestra, três pelo menos são fortemente ligados ao candomblé. São eles que tocam os instrumentos. O rum, o mais sacro, só uma pessoa entre os percussionistas toca", explica Letieres Leite.
Trata-se de uma orquestra de música popular instrumental que acrescenta à música ancestral baiana uma roupagem harmônica moderna, com percussão de matriz africana e sob influência do jazz moderno. Tanto as composições como os arranjos de autoria de Letieres Leite são concebidos a partir das claves e desenhos rítmicos do universo percussivo da Bahia — com inspiração em grandes agremiações percussivas de Salvador como o Ilê Aiyê e Olodum, no samba de roda do Recôncavo e no candomblé.
A Orkestra de afro-jazz (inspirada nas "Big-Bands" do Jazz) é formada por cinco músicos de percussão (atabaques, surdos, timbal, caixa, agogô, pandeiro, caxixi) e 14 músicos de sopro (4 trompetes, 4 trombones, 2 saxes alto, 2 saxes tenor, 1 sax barítono e 1 tuba).
A Orkestra Rumpilezz já realizou trabalho com importantes nomes da música: Gilberto Gil, Lenine, Joshua Redman, Arturo O'farrill, Steve Bernstein, Max de Castro, Toninho Horta, Mariana Aydar, Carlinhos Brown,entre outros

## Membros
- Letieres Leite — Composições, Arranjos, Sax Tenor, Sax Soprano e Flauta
- Gabi Guedes — Percussão
- Jaime Nascimento - Percussão
- Luizinho do Jeje — Percussão
- Ícaro Sá — Percussão
- Tiago Nunes — Percussão
- Jorge Wallace — Percussão
- Emerson Taquari — Percussão
- Kainã do Jeje — Percussão
- Ricardo Braga Percussão
- Enio Taquari — Percussão
- Fernando Rocha — Tuba
- Vinícius Freitas — Sax Baritono e Flauta
- André Becker — Sax Alto, Flauta em dó e sol e Flautin
- Rowney Scott — Sax Tenor, Soprano e Flauta
- Paulinho Andrade — Sax Alto,Tenor e Flauta
- Leo Rocha — Sax Tenor, Alto e Flauta
- Joatan Nascimento — Trompete e Flugelhorn
- Guiga Scott — Trompete e Flugelhorn
- João Teoria — Trompete e Flugelhorn
- Rudney Machado — Trompete e Flugelhorn
- Adailton Rodrigues — Trombone baixo
- Vanilson Araújo — Trombone
- Gilmar Chaves — Trombone
- Hugo San — Trombone
- Juraci Júnior — Trombone

### Maestro
Letieres Leite desde cedo tendeu para o campo artístico. Primeiramente, ingressou na Escola de Belas Artes da Universidade Federal da Bahia. Mas logo em 1979 deu início ao estudo de música com um grupo de amigos. Autodidata, aprendeu a ler e a tocar flauta e, depois, sax. Estudou no Franz Schubert Konservatorium, em Viena, Áustria. Desde então, vem se apresentando com inúmeros músicos e em festivais no Brasil e na Europa — com o acordeonista e pianista Gil Goldstein em 1990, com Paulo Moura no Festival de Montreux ano 1992, com os grupos Hip-Noses e Tamanduá, ambos da Suíça, e o Brazilian Love Affair, na Áustria -.
Criou o Estúdio Letieres Leite, para ensaio e gravação no Pelourinho. Foi professor no curso de extensão em saxofone da Faculdade de Música da Universidade Federal da Bahia entre 1998 e 1999. Fundou a AMBAH — Academia de Música da Bahia, em sociedade com os amigos músicos Gerson Silva e Alberto Lyra, em Salvador. O maestro gravou e se apresentou com grandes artistas, alguns deles: Nico Assumpção, Naná Vasconcelos, Gilberto Gil, Elba Ramalho, Lulu Santos, Timbalada, Daniela Mercury, Elza Soares, Hermeto Pascoal, Stanley Jordan, Carlinhos Brown, Toninho Horta, Arthur Maia, Márcio Montarroyos e a cantora Ivete Sangalo, com quem trabalhou até 2011, compondo o naipe de sopros da Banda do Bem e tendo participado de oito álbuns e três DVD — Fonte Nova, Maracanã e o histórico registro no Madison Square Garden em Nova Iorque. Atualmente desenvolve trabalhos como produtor e diretor musical de diversos projetos próprios e de terceiros. Um dos seus projetos próprios é o Letieres Leite Quintet: afro-jazz instrumental com formação de teclados, bateria, baixo acústico, percussão (atabaques) e, como band leader, o sax tenor, sax soprano e flauta de Letieres, executando temas também autorais e mesclando o conceito de jazz e o universo percussivo baiano. Em paralelo, Letieres é regente da Orkestra Rumpilezz. Responsável por todo o conceito, pelas composições e pelos arranjos da orquestra, Letieres lançou em 2009 o álbum inaugural Letieres Leite & Orkestra Rumpilezz, o qual, no ano seguinte, arrematou diversos prêmios da música brasileira. Existem, além de tudo isso, projetos afluentes à orquestra: Rumpilezz de Saia, formado por mulheres, e Rumpilezzinho, voltado à formação infantil. Suas maiores influências musicais são Moacyr Santos, Weather Report, Egberto Gismonti, Hermeto Pascoal, John Coltrane, Led Zeppelin e, principalmente, o universo percussivo baiano — ilê Aiyê, Olodum, Candomblé.

## Discografia
- 2009 — Letieres Leite & Orkestra Rumpilezz
- 2016 — A Saga da Travessia

## Prêmios
- 21.º Prêmio da Música Brasileira (Melhor Grupo Instrumental e Revelação do Ano)
- Prêmio Bravo! (Melhor CD Popular)[9]
- Funarte (Edital de Circulação)
- Itaú Cultural (Edital de Circulação)
- Premio Medalha de Ouro Qualidade do Brasil
- Natura Musical (Turnê Nacional)[10]
- Prêmio O Globo (Melhores da música em 2010)[11]
- Prêmio Petrobrás Cultural 2010
- 3.º lugar — Melhores de 2010. Guia da Folha[12]